# بوصير أرزي
البوصير الأرزي (باللاتينية: Verbascum cedreti) نوع نباتي يتبع جنس البوصير من الفصيلة الغدبية.

## الموئل والانتشار
موطنه بلاد الشام وتركيا.